# ناحية المنصور
مديرية ناحية المنصور إحدى نواحي قضاء الكرخ التابعة إلى محافظة بغداد وتقع في الجانب الغربي من مدينة بغداد.

## نبذة تعريفية
```
ورد في دليل الجمهورية العراقية لسنة 1960 باحداث قضاء الزعيم (نسبة للزعيم 
عبد الكريم قاسم
) في 
لواء بغداد
 ويكون مركزه في 
الجانب الغربي
 من مدينة 
بغداد
 وترتبط به ناحيتي الزعيم (ويكون مركزها الوشاش)،
[
1
]
 
وناحية المأمون
 (الدورة سابقاً) وفيه (26) قرية،
[
2
]
 وصدر في ذلك التشريع المرقم (732) لسنة 1961.
[
3
]
 واستمرت ناحية الزعيم بالعمل تحت هذا المسمى حتى عام 1963 حيث أصدر وزير الداخلية 
علي صالح السعدي
 قراراً إستند فيه إلى الصلاحيات التي خولته فيها المادة الخامسة من قانون إدارة الألوية رقم (16) لسنة 1945 تم بموجبه إبدال اسم قضاء الزعيم إلى 
قضاء الكرخ
، وإبدال اسم ناحية الزعيم إلى اسم ناحية المنصور.
[
4
]
```

## الحدود الإدارية
ان الحدود الإدارية لمديرية ناحية المنصور وفقاً لقرار مجلس قيادة الثورة المنحل لسنة 1996، حيث جاء في المادة (8): ان الحدود الإدارية لناحية المنصور:
- من الشمال والشرق نهر الخير (نهر الخر) مع إلتقاءه مع الحدود الغربية للناحية مع مركز قضاء أبي غريب وحتى نهر دجلة.
- من الجنوب الشرقي: نهر دجلة.
- من الجنوب: شارع مطار بغداد
- من الغرب: الحدود الادارية الحالية لناحية المنصور مع مركز قضاء ابي غريب.

وتشمل الناحية كافة المحلات ذوات الارقام (601 لغاية 699).